# Colletes wahisi
Colletes wahisi är en biart som beskrevs av Kuhlmann 2002. Colletes wahisi ingår i släktet sidenbin, och familjen korttungebin. Inga underarter finns listade i Catalogue of Life.